# 10352 Kawamura
A 10352 Kawamura (ideiglenes jelöléssel 1992 UO3) a Naprendszer kisbolygóövében található aszteroida. K. Endate, Vatanabe Kazurófedezte fel 1992. október 26-án.